# Atrichopogon brevicellula
Atrichopogon brevicellula är en tvåvingeart som beskrevs av Jean-Jacques Kieffer 1921. Atrichopogon brevicellula ingår i släktet Atrichopogon och familjen svidknott. Inga underarter finns listade i Catalogue of Life.